# Перевёрнутый тоталитаризм
Перевёрнутый тоталитаризм (также инвертированный или обратный тоталитаризм) — политический режим, вид тоталитаризма, произрастающий из устойчивых демократий, и характеризующийся тотальным влиянием крупных корпораций, финансовых групп и СМИ на все аспекты общественной и частной жизни государства с единственной целью — достижение экономической выгоды.
В отличие от «классического», инвертированный тоталитаризм произрастает из устойчивых демократий вместе с появлением коллективного врага и усилением могущества корпораций, а своей целью является достижение экономической выгоды через излом политической активности гражданского общества, солидаризацию крупных СМИ с созданием иллюзии свободы слова, использование демократических институтов своих целей, эксплуатацию неблагополучных групп населения, интернационализацию и подчинение власти экономической выгоде. Этот тип тоталитаризма не является явным, поэтому еще больше угроза демократическому режиму, чем «классический».

## История термина
Впервые термин введен профессором Шелдоном Волиным в 2003 году для описания, по его мнению, новой формы зарождающегося государственного устройства США.
Он пришёл к выводу, что США все больше превращаются в управляемую демократию и использовал термин «перевёрнутый тоталитаризм», чтобы привлечь внимание к тоталитарным аспектам политической системы США, одновременно подчеркивая её отличия от «классического» тоталитаризма: такого, например, как фашистские режимы.
В книге Криса Хеджеса и Джо Сакко «Дни разрушения, дни восстания» (2012) перевёрнутый тоталитаризм изображен как система, в которой корпорации испортили и подкосили демократию, а экономика побеждает политику. Все природные ресурсы и живые существа превращаются в товар и эксплуатируются крупными корпорациями вплоть до предела краха, поскольку чрезмерное потребление и сенсационность укачивают и манипулируют гражданами, заставляя их отказаться от своих свобод и права участия в правлении.
Ш. Волин утверждал, что США становятся все более тоталитарными в результате многократных военных мобилизаций: для борьбы со странами Оси в 1940-х, сдерживания СССР во время Холодной войны и для борьбы с терроризмом после терактов 11 сентября.
Ш. Волин описывал это развитие в направлении перевёрнутого тоталитаризма с точки зрения двух конфликтующих политических центров власти, а именно конституционного воображаемого и властного воображаемого. Под мнимым понимаются политические тенденции и существующие политические условия. Конституционное мнимое «прописывает средства, с помощью которых власть легитимируется, становится подотчетной и ограниченной». Ссылаясь на Томаса Гоббса, Ш. Волин понимает властное воображаемое как стремление к власти, что объясняется страхом массовой смертности.
Властное воображаемое может «взорвать или перейти границы, предусмотренные конституционным воображаемым» из-за страха перед опасным врагом: властное воображаемое, как правило, сопровождается оправданиями («победить коммунизм», «охотиться на террористов»), которое направлено против врага, но сила бесспорна, точное расположение неопределенно.
Властное мнимое ослабляет демократию в США, а также продвигает их как единую глобальную «сверхдержаву»: в то время как классические версии тоталитаризма, представленные нацизмом и фашизмом, консолидировали власть, подавляя либеральную политическую практику, сверхдержава демонстрирует тягу к тотальности.
Несмотря на стремление к целостности, эта система движется скорее идеологией экономической выгоды, а не, например, идеологией «господствующей расы», материальной, а не «идеальной».

## Отличия от классического
Перевёрнутый тоталитаризм подобен классическому (как в нацистской Германии): оба режима тоталитарны, поскольку имеют тенденцию к доминированию, используют страх, превентивные войны и господство элиты. Однако перевёрнутый и классический тоталитаризм различаются по нескольким важным направлениям:
| Направление         | Классический тоталитаризм | Перевёрнутый тоталитаризм |
| Революция           | Свержение установившейся системы и господство элиты. | Использует правовые и политические ограничения установившейся демократической системы для достижения своих целей. |
| Правительство       | Классическое тоталитарное правительство было упорядоченным, идеализированным и скоординированным целым.                                                       | Имеет место управляемая демократия, применяющая управленческие навыки к основным демократическим политическим институтам. |
| Пропаганда          | Создание пропаганды жестко централизовано. | Лишь частично ориентируется на государство. Производство вверено высококонцентрированным медиакорпорациям и, таким образом, сохраняется иллюзия «свободной печати». Согласно этой модели, инакомыслие разрешено, хотя корпоративные СМИ служат фильтром, позволяя большинству людей (которые ограничены во времени, чтобы быть в курсе текущих событий), слышны лишь те точки зрения, которые корпоративные СМИ считают «серьезными». |
| Демократия          | Ослабляет слабые демократии/режимы. | Развивается из сильных устойчивых демократий. |
| Идеология           | Движущая сила – идеология «идеального». | Движущей силой является экономическая эффективность, выгода. |
| Экономика           | Государство доминировало над экономическими субъектами. | Корпорации доминируют из-за лоббирования и политических взносов, а правительство выступает слугой крупных корпораций. Это считается скорее «нормальным», а не коррумпированным. |
| Глобализм           | Направление на нацию, класс или определённую группу. | Глобальная сверхдержава, основанная на глобальном обмене рабочими местами, культурой и товарами. |
| Население           | Постоянная политическая мобилизация населения. | Нацелен на то, чтобы масса населения была в устойчивом состоянии политической апатии. Единственным видом ожидаемой, желаемой деятельности граждан является голосование. Низкие показатели избирательных процессов воспринимаются благосклонно, как признак того, что основная масса населения потеряла надежду на то, что правительство когда-нибудь сможет ощутимо помочь им.                                                        |
| Наказания           | Наказывает строго (заключение или убийство политических или идеологических оппонентов, оппозиционеров и диссидентов).                                         | Наказывает с помощью экономического страха (минимизацией социального обеспечения, распадом профсоюзов, аутсорсингом рабочих мест и т.п.). |
| Лидер               | Имеет харизматичных лидеров, являющихся архитекторами государства.                                                                                            | Не зависит от конкретного лидера, а создает своих, подобных корпоративным лидерам. |
| Социальная политика | Борьба (по крайней мере, идеологическая) с богатыми и привилегированными направлена на удовлетворение интересов определённого класса, группы, национальности. | Эксплуатирует бедных, ослабляя систему здравоохранения и социальные программы и условия труда. |

## Управляемая демократия
Сверхдержава претендует как на демократию, так и на глобальную гегемонию. Демократия и гегемония соединяются посредством управляемой демократии, где выборы являются свободными и справедливыми, но у народа нет реальной возможности изменить политику, мотивы и цели государства.

На выборах применяются управленческие методы:
Управляемая демократия — это применение управленческих навыков к базовому демократическому политическому институту всенародных выборов. 
Используя методы управления и развивая управление выборами, демократия Соединённых Штатов стала очищенной от политического участия, поэтому управляемая демократия — это «политическая форма, в которой правительства легитимируются посредством выборов, которые они научились контролировать». В условиях управляемой демократии избиратели не могут оказывать существенное влияние на политику, принимаемую государством, из-за формирования общественного мнения и манипулирования им, осуществляемых с помощью технологий, социальных наук, контрактов и корпоративных субсидий.
Методы управления также являются средством, с помощью которого государство и глобальные корпорации объединяются, так что корпорации все больше берут на себя правительственные функции и услуги, а корпорации становятся ещё более зависимыми от государства. Главной целью управляемой демократии является приватизация и расширение частного сектора вместе с уменьшением ответственности правительства за благосостояние граждан.
По словам Волина, в Соединённых Штатах есть две основные динамики суммирования:
- Первая, направленная вовне, находит свое выражение в глобальной войне с террором и в доктрине Буша, согласно которой Соединённые Штаты имеют право начинать упреждающие войны. Это равносильно тому, что Соединённые Штаты считают нелегитимной попытку любого государства противостоять своему доминированию[15][5][16].
- Вторая динамика, направленная внутрь, предполагает подчинение масс населения экономической «рационализации» с постоянным «сокращением численности» и «аутсорсингом» рабочих мест за границей и демонтажем того, что осталось от государства всеобщего благосостояния, созданного «Новым курсом» президента Франклином Д. Рузвельтом и «Великим обществом» президента Линдона Б. Джонсона. Неолиберализм является неотъемлемым компонентом перевернутого тоталитаризма. Состояние незащищенности, в которое это ставит общественность, выполняет полезную функцию: заставляет людей чувствовать себя беспомощными, тем самым снижая вероятность того, что они станут политически активными и, таким образом, помогая поддерживать первую динамику[17][18][5][16].

## Восприятие концепции
Книга Шелдона Волина «Демократия инкорпорирована: управляемая демократия и привидение перевёрнутого тоталитаризма» (Democracy Incorporated: Managed Democracy and the Specter of Inverted Totalitarianism), где впервые была описана концепция обратного тоталитаризма, получила литературную премию Ланна за особо выдающуюся книгу в 2008 году.
В обзоре книги в Truthdig политолог и писатель Чалмерс Джонсон написал, что книга представляет собой «разрушительную критику» современного правительства Соединённых Штатов, включившую описание изменений за последние годы, и действия, которые «должны быть применены», чтобы США «не исчезли в истории вместе со своими классическими тоталитарными предшественниками: фашистской Италией, нацистской Германией и большевистской Россией». По мнению Джонсона, книга Волина является одним из лучших анализов того, почему президентские выборы вряд ли будут эффективны для смягчения губительных последствий перевёрнутого тоталитаризма. Джонсон пишет, что работа Волина «полностью доступна» и что понимание аргументов Волина «не зависит от наличия каких-либо специальных знаний». Джонсон считает, что анализ Волина является скорее объяснением проблем Соединённых Штатов, чем описанием того, как решить эти проблемы, «особенно потому, что Волин считает, что политическая система США коррумпирована» и «на нее в первую очередь влияют финансовые взносы от богатых и корпоративных доноров, но, тем не менее, анализ Волина до сих пор остается одним из лучших дискурсов о том, где США „свернули не туда“».
Кевин Зиз и Маргарет Флауэрз высказали такое мнение:
Мы живем во времена перевёрнутого тоталитаризма, когда инструменты, используемые для поддержки статус-кво, гораздо более тонкие и технологичные… К ним относятся пропаганда и основные СМИ, которые скрывают реальные новости об условиях нашего дома и нашей деятельности вокруг света за отвлекающими факторами. Еще одним инструментом является создание незащищенности среди населения, чтобы люди не хотели высказываться и рисковать из-за страха потерять работу […] Изменения в высшем образовании также угнетают инакомыслие […] преподаватели […] менее охотно излагают темы, которые считаются спорными. Это, в сочетании с огромной студенческой задолженностью, являются инструментами, позволяющими заставить замолчать студенчество, когда-то являвшееся центром преобразовательных действий.
Крис Хеджес утверждал, что либеральный класс неспособен реформировать себя и что классический либерализм был сведен к политическому шараду, управляемому в рамках корпоративного капитализма. Поскольку академические интеллектуалы и журналисты ценят доступ к власти, а не к истине, политические философы, такие как Волин, были исключены из таких публикаций, как The New York Times и New York Review of Books.